# Zilva Peaks
Zilva Peaks är en bergstopp i Antarktis. Den ligger i Västantarktis. Argentina, Chile och Storbritannien gör anspråk på området. Toppen på Zilva Peaks är 1 933 meter över havet, eller 354 meter över den omgivande terrängen. Bredden vid basen är 7,4 km.
Terrängen runt Zilva Peaks är kuperad åt sydost, men åt nordväst är den bergig. Trakten är obefolkad. Det finns inga samhällen i närheten.